# Eyüp Can
Eyüp Can (født 3. august 1964 i Konya, Tyrkiet), er en tidligere professionel bokser opvokset i Danmark. Eyüp Can boksede i fluevægt og vandt som amatør bronze ved OL og ved VM. Som professionel blev han europamester.

## Amatørkarriere
Eyüp Can var som amatørbokser særdeles succesfuld, og opnåede hurtigt en status som publikummagnet ved amatørstævner i Danmark. Med sit tyrkiske statsborgerskab kunne han i starten af amatørkarrieren ikke stille op til Danmarksmesterskaberne, men han boksede i begyndelsen og midten af 1980'erne mod en række stærke boksere fra ind- og udland. Da Eyüp Can fik mulighed for at stille op for Danmark ved Sommer-OL 1984 i Los Angeles, valgte han imidlertid at stille op for Tyrkiet,
hvilket generelt kølnede den danske publikuminteresse for Eyüp Can. 
Eyüp Can vandt tre kampe ved OL, hvor han nåede semifinalen i fluevægt, hvor han tabte til turneringens guldvinder, amerikaneren Steve McCrory. Eyup Can opnåede således olympisk bronze. 
Ved VM for amatører i Reno, Nevada to år senere i 1986 vandt Eyüp Can atter bronze, og han skrev herefter professionel kontrakt med Mogens Palle.

## Professionel karriere
Eyüp Can debuterede som professionel den 3. oktober 1986 ved et stævne i Idrætshuset i København. Ved samme stævne debuterede også Lars Lund Jensen, Tage Nielsen og Racheed Lawal, og stævnet markerede således nye tider i dansk professionel boksning, der i en periode havde været væsentlig afhængig af udenlandske trækplastre. Ved stævnet mødte Can den ubesejrede skotte Ronnie Carroll, som Can besejrede på point. 
Eyüp Can blev ført hurtigt frem, og mødte i løbet af 1986 og 1987 en række forholdsvist stærke boksere, som han pointbesejrede. Eyüp Can boksede sin første professionelle kamp uden for Danmark, da han i en forkamp til Gert Bo Jacobsens EM-kamp mod Alain Simones i Frankrig besejrede den franske bantamvægter Adbulac Diane. 
Den 12. februar 1988 blev Eyüp Can matchet mod den amerikanske fluevægter Joey Olivo i Helsingør. Olivo var tidligere verdensmester i let-fluevægt, og havde en imponerende rekordliste bag sig, men havde dog været inaktiv i et par år inden kampen mod Can. Can leverede en fin præstation mod den stærke amerikaner, men led karrierens første nederlag, da han tabte på point. 
Can opnåede et par sejre efter nederlaget til Olivo, og det lykkedes Mogens Palle at sikre Can en kamp om den ledige EM-titel i fluevægt mod den ubesejrede englænder Pat Clinton. Can leverede en fin præstation mod Clinton, der blev besejret på point, og Eyüp Can var herefter europamester. Can satte titlen på spil i en enkelt kamp, da han den 11. oktober 1989 på Sicilien mødte den italienske mester Giampiero Pinna. Can vandt med dommerstemmerne 2-1 og forsvarede således sit europamesterskab. 
Can havde dog problemer med motivationen, og han opgav herefter sit europamesterskab og var inaktiv som bokser i nogle år. Han gjorde comeback i 1992, hvor han boksede to kampe i Randers, men opgav herefter definitivt karrieren. 
Eyüp Can opnåede 16 professionelle kampe, hvoraf kun kampen mod Olivo blev tabt. Alle kampe gik tiden ud.